# Callithrix penicillata
Callithrix penicillata là một loài động vật có vú trong họ Cebidae, bộ Linh trưởng. Loài này được É. Geoffroy mô tả năm 1812.

## Hình ảnh

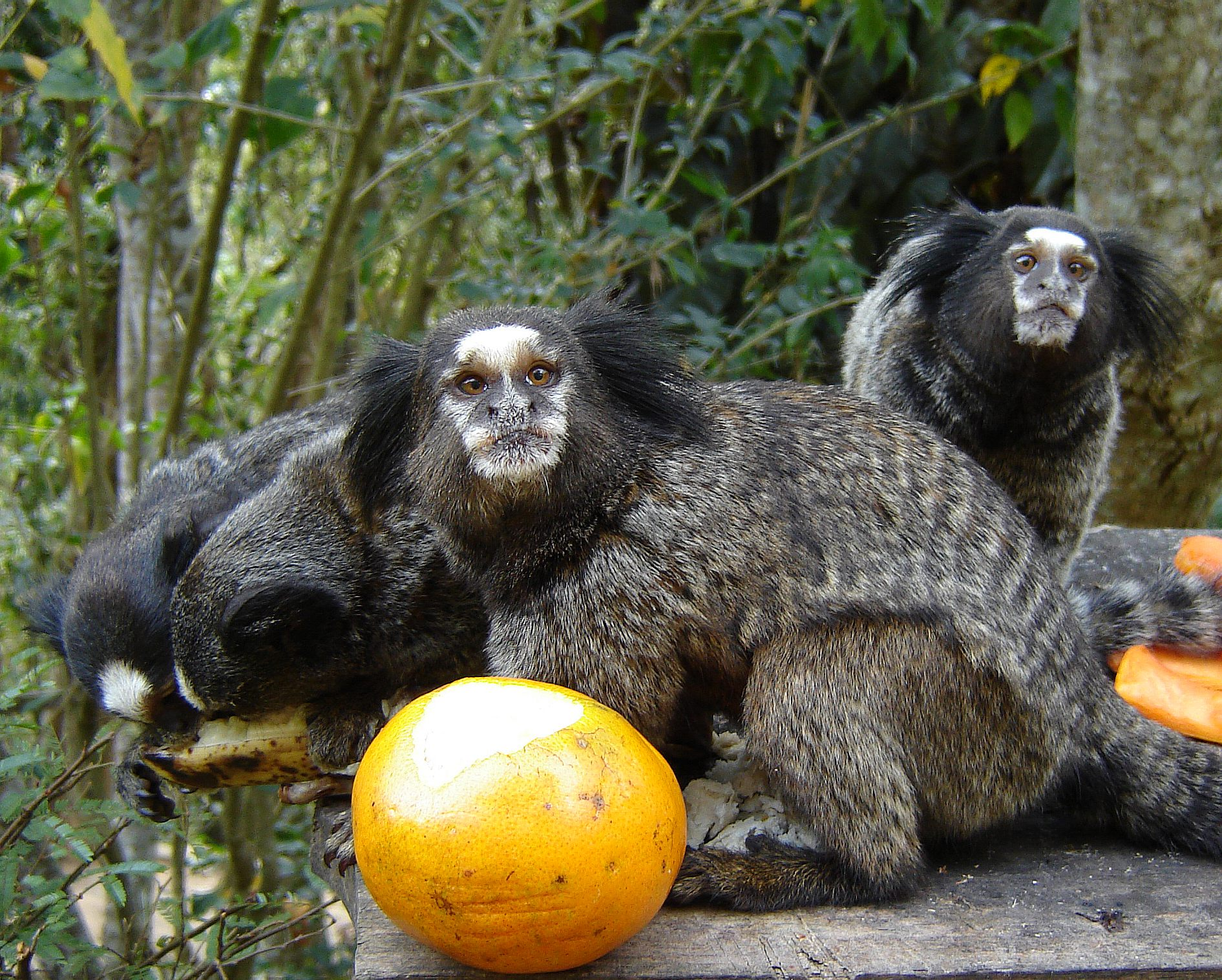
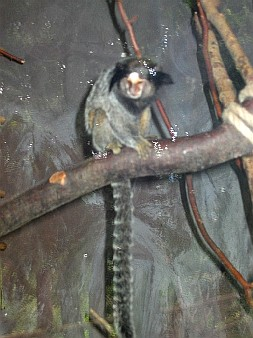
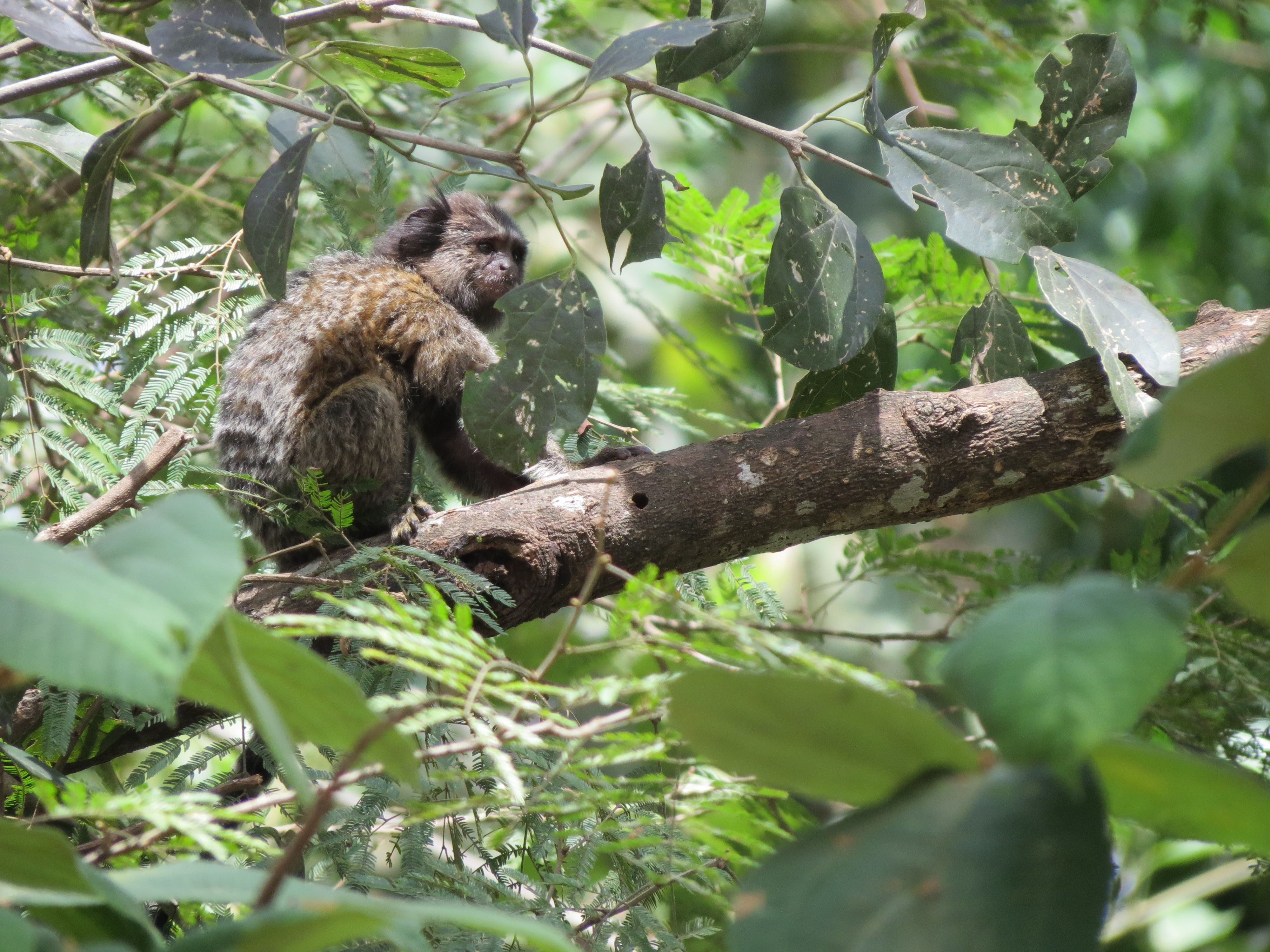
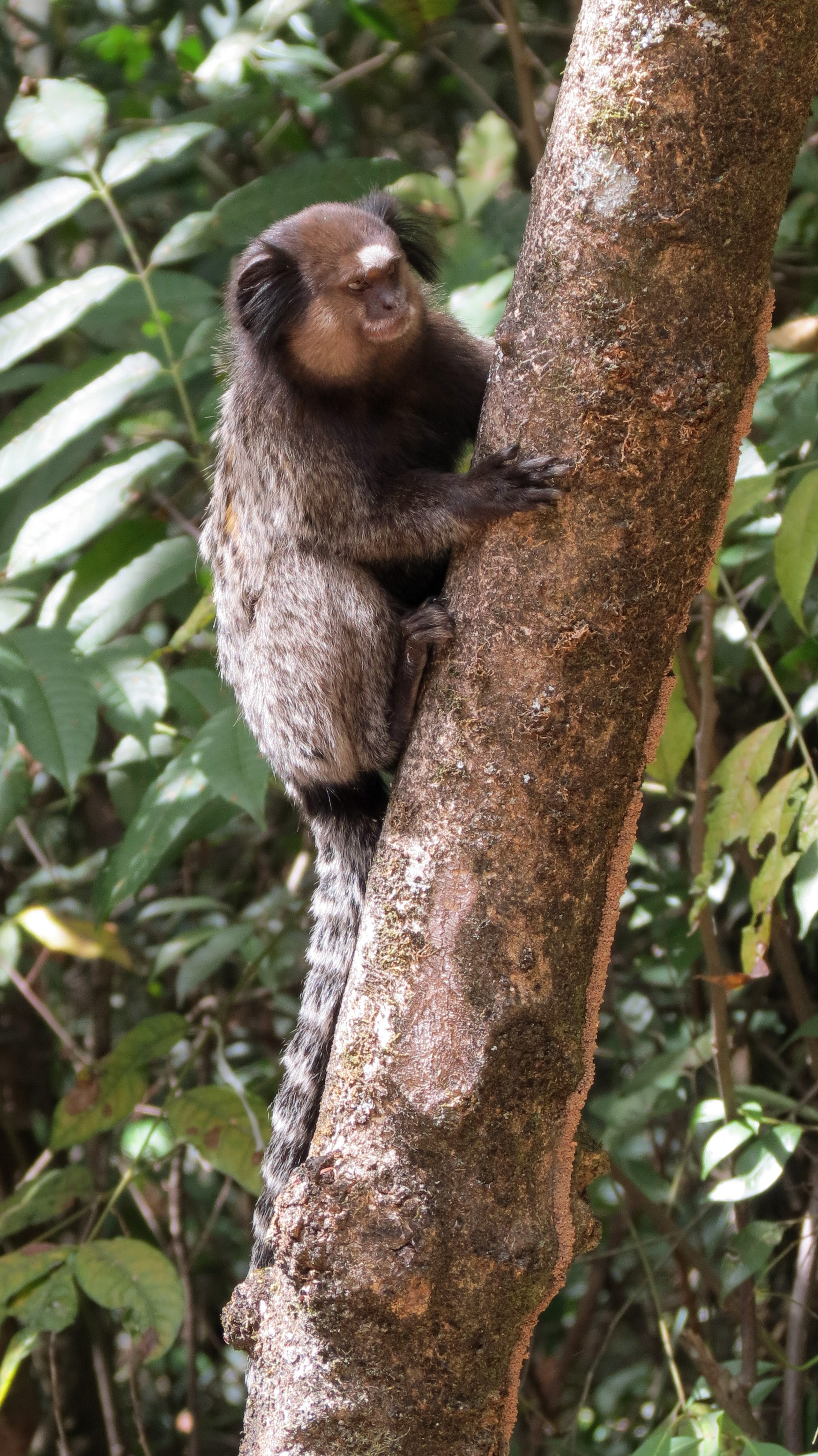